# Methanogenium
Methanogenium (лат.) — род архей из семейства Methanomicrobiaceae порядка Methanomicrobiales.

## Классификация
На июнь 2017 года в род включают 4 или 5 видов:
- Methanogenium boonei Kendall et al. 2007 — отсутствует в LPSN
- Methanogenium cariaci Romesser et al. 1981 emend. Maestrojuán et al. 1990typus
- Methanogenium frigidum Franzmann et al. 1997
- Methanogenium marinum Chong et al. 2003
- Methanogenium organophilum Widdel et al. 1989